# Svetišče Al Abbasa
Svetišče Al-Abbasa (arabsko حَرَم أَبِي ٱلْفَضْل ٱلْعَبَّاس, latinizirano: Ḥaram ʿAbī al-Faḍl al-ʿAbbās) je mavzolej Abasa ibn Alija in mošeja, ki je v bližini Mošeje imama Husayna v Karbali v Iraku. Abbas je bil sin Alija ibn Abi Taliba in polbrat imama Hasana ibn Alija in imama Husayna ibn Alija. Bil je Husaynov zastavonoša v bitki pri Karbali in poveljnik njegovih karavan. Svetišče častijo šiitski muslimani, ki ga obiščejo vsako leto, zlasti v mesecu muharamu.
Učinki okolja so skozi leta povzročili, da je reka Evfrat spremenila tok. Skoraj 1400 let po bitki pri Karbali reka teče čez Abasov grob in ga obkroža. Rečeno je, da je Evfrat zdaj prišel do 'Abbāsa.
V zadnjih letih je bilo svetišče podvrženo vrsti izboljšav in dodatkov, kot je ponovno pozlačenje kupole in pred kratkim prekrivanje nekdanjega dvorišča s streho, da se bolje sprejmejo romarji. Vsako leto svetišče obišče na milijone romarjev z vsega sveta.

## Zgodovina in oblikovanje
Cesarji in kralji različnih dinastij so ponudili dragocena darila in dragulje svetišču Al-Abbasa ibn Alija. Leta 1622 je šah Abbas I. Safavid naročil okrasitev grobne kupole. Okoli groba je naredil okno in uredil okolico.
V osmanski dobi so svetišče rekonstruirali osmanski sultani Sulejman Veličastni, Murat III. in Murat IV.
Večino sodobnega oblikovanja so izdelali perzijski in srednjeazijski arhitekti. Osrednja kupola v obliki solze je bogato okrašena struktura z notranjo in zunanjo kupolo. Notranja kupola, vidna od znotraj, je bogato okrašena s finim zrcalom. Na straneh kupol stojita dva visoka minareta, ki sta bila med obnovitvenimi deli leta 2007 pozlačena. Grobnica je prekrita s čistim zlatom in obdana z rešetko iz srebra, skupaj z iranskimi preprogami, razgrnjenimi po tleh.
Trg med obema svetima mestoma povezuje dve svetišči Imama Husaina in Imana Abasa:

»Verniki se nato zberejo na ogromnem dvorišču iz belega marmorja in črnega granita, ki povezuje mošejo imama Huseina z mošejo njegovega brata Abasa. Ob običajnih dnevih je na desettisoče ljudi, ob praznikih pa na milijone. Karbala v Iraku je eno najsvetejših mest za šiitske muslimane.— – Paul-Anton Krüger: sueddeutsche.de «
V mošeji je »Oddelek za intelektualne in kulturne zadeve« in priloženi »Islamski center za strateške študije, IICSS, arabsko المركز الاسلامي للدراسات ا لاستراتيجية ).

## Prenova
Od leta 2012 so mošejo Al Abbasa obsežno prenovili, s čemer naj bi izboljšali zmožnost svetišča, da sprejme milijone romarjev, ki jo vsako leto obiščejo. Prenova vključuje ponovno gradnjo zidu, ki obdaja svetišče, in njegovo preoblikovanje v večnadstropno stavbo, v kateri so muzeji, pisarne in dodatne molitvene dvorane. Ponovno sta bila pozlačena tudi kupola in minaret, dvorišče svetišča pa je bilo pokrito s streho.
Leta 2014 se je začela gradnja kleti, ki je bila namenjena nadaljnjemu sprejemanju romarjev. Klet naj bi bila pod obodom glavnega dvorišča in vključuje načrtno zapiranje delov dvorišča ter nato izkop sedanjega dvorišča. Projekt naj bi se ukvarjal tudi s temeljnimi vprašanji svetišča in okrepil strukturo, katere temelj ima vrzeli za vodo; kot del Evfrata teče okoli Abasov grob. Ko bo to delo končano, bodo romarji prvič imeli dostop do Abasovega sardaba in to bo najbližja točka dejanskemu grobu. Marca 2016 je bil dokončan nov zarih (mrežasta struktura, ki običajno obdaja grob v mošeji ali islamskem svetišču) za Abbasov grob. To je prvi zarih, ki so ga v celoti zgradile iraške roke v Iraku in je bil pravilno odprt 13. meseca Radžaba, ko se je rodil imam Ali, kar sovpada z 21. aprilom 2016.